# Констанција Александру
Констанција Александру (грчки: Κωνσταντία Αλεξάνδρου) је кипарска физичарка чије се истраживање фокусира на квантну хромозомску дифракцију (QCD) решетке, укључујући употребу QCD решетке за разјашњење спинске кризе протона. Она је професорка на Универзитету на Кипру и на Кипарском институту.

## Образовање и каријера
Александру је студирала физику на Универзитету у Оксфорду, где је стекла диплому основних студија са одличним успехом 1980. године. Наставила је студије у САД на Масачусетском технолошком институту, где је докторирала 1985. године.  Њена дисертација је била Стохастичка студија једнодимензионалних система са више фермиона.
Након постдокторског истраживања на Институту Паул Шерер у Швајцарској и Универзитету Ерланген у Немачкој, постала је доцент на Универзитету на Кипру 1993. године. Унапређена је у звање ванредног професора 1996. године, а у звање редовног професора 2003. године. Била је оснивач и шеф Одељења за физику Кипарског института, а од 2010. године има другу позицију професора института у Истраживачком центру за науку и технологију засновану на рачунарству.
2022. године изабрана је на двогодишњи мандат за председницу PRACE-а, Партнерства за напредно рачунарство у Европи.

## Признања
Александру је 2019. године добила награду за међународног сарадника Хелмхолцовог удружења, финансирајући истраживачку посету DESY-ју у Немачкој. Изабрана је за члана Америчког физичког друштва 2024. године, након номинације од стране Одељења за нуклеарну физику Америчког физичког друштва, „за пионирске доприносе у израчунавању опажајних величина структуре нуклеона коришћењем решетке QCD“.